# Sidi Boumoussa
Sidi Boumoussa (franska: Sidi Boumoussa (CR), Sidi Boumoussa (Commune Rurale), arabiska: سيدي أحمد أو عمرو) är en kommun i Marocko.   Den ligger i provinsen Taroudannt och regionen Souss-Massa, i den centrala delen av landet, 500 km sydväst om huvudstaden Rabat. Antalet invånare är 13 722.